# Nagai Ryo
Ryo Nagai (永井 龍 Nagai Ryo, sinh ngày 23 tháng 5 năm 1991) là một cầu thủ bóng đá người Nhật Bản.

## Sự nghiệp câu lạc bộ
Nagai Ryo đã từng chơi cho Cerezo Osaka, Perth Glory, Oita Trinita và V-Varen Nagasaki.